# Henriette DeLille
Pour les articles homonymes, voir Delille (homonymie).
Henriette DeLille (La Nouvelle-Orléans, 11 mars 1813 - La Nouvelle-Orléans, 16 novembre 1862) est une religieuse créole américaine, fondatrice des Sœurs de la Sainte Famille de la Nouvelle-Orléans principalement composé de femmes de couleur libres. En 2010, elle est déclarée vénérable par le pape Benoît XVI.

## Biographie

### Jeunesse
Henriette Delille naît à La Nouvelle-Orléans en 1813. Son père, Jean-Baptiste DeLille Sarpy, est né vers 1758 à Fumel (Lot-et-Garonne, France). Sa mère, Marie-Josèphe Días, est une femme de couleur libre. La famille vit dans le quartier français de La Nouvelle-Orléans, non loin de la cathédrale Saint-Louis.
Formée par sa mère à la littérature française, à la musique et à la danse, Henriette est vouée à épouser un riche homme blanc. Sa mère lui enseigne également les soins infirmiers et la préparation de médicaments à base d'herbes. 
Durant sa jeunesse, elle participe à de nombreuses bals. Henriette refuse toutefois la vie que lui préparent ses parents. Très pieuse, elle devient une véritable adversaire du système de plaçage, au motif qu'il représente une violation du sacrement du mariage. Influencée par Sœur Marthe Fontier, fondatrice d'une école pour les filles de couleur, Henriette commence à enseigner à l'école catholique locale dès l'âge de 14 ans. Les années suivantes, elle se consacre aux soins et à l'éducation des pauvres. Elle entre alors en conflit avec sa mère.

### Les Sœurs de la Sainte-Famille
En 1836, Henriette vend tous ses biens pour fonder les Sœurs de la Présentation. La congrégation est alors composée de sept jeunes femmes créoles et d'une jeune femme française. Elles soignent les malades, aident les pauvres et instruisent les libres, les esclaves, les enfants et les adultes. Elles s'occupent également des femmes âgées et fondent la première maison catholique pour personnes âgées d'Amérique. 
Malgré l'opposition de sa famille, Henriette continue de vivre sa foi. En 1837, le Père Étienne Rousselon fixe la reconnaissance officielle de la nouvelle congrégation au nom du Saint-Siège. En 1842, la congrégation change de nom pour celui de Sœurs de la Sainte Famille. 
À sa mort, le 16 novembre 1862, la congrégation compte douze membres. Les sœurs sont particulièrement remarquées lors des épidémies de fièvre jaune qui frappent La Nouvelle-Orléans en 1853 et 1897. En 1909, elles passent à 150 membres et servent dans les écoles paroissiales de la Nouvelle-Orléans. En 1950, l'ordre culmine à 400 membres.

## Postérité
Sa cause en béatification est ouverte en 1988. Elle est ainsi déclarée servante de Dieu. Le 27 mars 2010, elle est ensuite déclarée vénérable par le pape Benoît XVI. Enfin, le 16 mai 2013, le conseil médical de la Congrégation pour la doctrine de la foi lui reconnaît un miracle.
Une rue de La Nouvelle-Orléans porte le nom d'Henriette DeLille.
En 2001, la chaîne de télévision Lifetime diffuse un film sur la vie d'Henriette intitulé The Courage to Love (en).